# Усть-Янський улус
Усть-Янський улус (якут. Усуйаана улууһа, рос. Усть-Янский улус) — муніципальний район на півночі Республіки Саха (Якутія). Адміністративний центр — смт. Депутатський. 

## Географія
На території району протікають річки Максунуоха (267 км), Селеннях (796 км), Яна (1492 км), також є вихід до моря Лаптєвих.

## Населення
Населення району становить 7 565 осіб (2013).

## Адміністративний поділ
Район адміністративно поділяється на 10 муніципальних утворень, в яких є по одному населеному пункту.